# Имеонг
Имеонг — заповедник в западном Палау. Занимает площадь 1250 м².

## Описание
В заповеднике можно встретить несколько экосистем: тропические леса, саванны, заболоченные территории. В заповеднике также находятся наивысшие точки, в которых начинаются речные системы западной части острова. Заповедник создан для защиты природы и важных памятников культуры. Здесь находится священная скала[уточнить, добавить название на русском], известная как самое священное вместо в Палау, и деревня[уточнить].

## Статус кандидата
26 августа 2004 года заповедник стал кандидатом на статус Всемирного наследия ЮНЕСКО в категории «смешанных объектов» (представляющих ценность как с точки зрения природы, так и с культурной точки зрения.